# Muurahaissaari (ö i Mellersta Finland, Joutsa)
Muurahaissaari är en ö i Finland. Den ligger i sjön Suontee och i kommunen Joutsa i den ekonomiska regionen  Joutsa ekonomiska region  och landskapet Mellersta Finland, i den södra delen av landet, 190 km nordost om huvudstaden Helsingfors. Öns area är 10,9 hektar och dess största längd är 0,8 kilometer i sydöst-nordvästlig riktning.